# Henry Tandey
Henry James Tandey (engelska: [ˈhɛn.ɹi d͡ʒeɪmz]
 ( lyssna); föddes med familjenamnet Tandy), född 30 augusti 1891 i Royal Leamington Spa, död 20 december 1977 i Coventry, var en brittisk militär och mottagare av Viktoriakorset, den högsta utmärkelsen i Storbritannien och Samväldet. Tandey var den menig i brittiska armén med flest medaljer efter första världskriget och är mest känd för att vara den soldat som förmodligen skonade Adolf Hitlers liv under kriget.   
Han föddes som Tandy men han bytte senare sitt efternamn till Tandey efter problem med sin far; därför har olika militära journaler olika stavningar på hans efternamn.

## Uppväxt
Tandey föddes vid Angel Hotel, Regent Street, Leamington, Warwickshire. Han var son till en före detta soldat vars fru hade dött tidigt under Tandeys liv. Han tillbringade en del av sin barndom på ett barnhem innan han blev pannskötare på ett hotell.

## Militärtjänst
Tandey tog värvning den 12 augusti 1910. Efter grundutbildning tjänstgjorde han i Guernsey och i Sydafrika fram till första världskriget som han sedan deltog i.

### Skonade Hitlers liv
Det sägs att Tandey mötte Adolf Hitler vid Marcoing i oktober 1918. Enligt historien skulle Tandey sett att en trött tysk soldat kom i Tandeys skottlinje. Soldaten var sårad och skulle inte ens ha försökt att höja sitt eget vapen. Tandey skulle då ha valt att inte skjuta. Den tyska soldaten såg honom sänka sitt gevär och nickade tacksamt innan han fortsatte bort. Denna soldat påstås ha varit Adolf Hitler.